# Harbord Glacier
Harbord Glacier är en glaciär i Antarktis. Den ligger i Östantarktis. Nya Zeeland gör anspråk på området. Harbord Glacier ligger 60 meter över havet.
Terrängen runt Harbord Glacier är lite kuperad. Trakten är obefolkad. Det finns inga samhällen i närheten.